# 5414-es mellékút (Magyarország)
Az 5414-es mellékút egy közel 12 kilométeres hosszúságú, négy számjegyű mellékút Bács-Kiskun vármegye déli részén; Jánoshalma belterületétől húzódik Borota központján át az attól délre elhaladó 5412-es útig.

## Nyomvonala
Jánoshalma belterületének északi felében indul, az 5312-es útból kiágazva, annak a 37+800-as kilométerszelvénye előtt, délnyugat felé. Kezdeti szakasza a Széchenyi István utcanevet viseli, majd mintegy 800 méter  után északnyugatnak fordul és a Kélesi út nevet veszi fel. Körülbelül 2,1 kilométer után éri el a belterület északnyugati szélét, ott nyugat-délnyugati irányba fordul. Úgy szeli át a város nyugati határát is, bő 4,5 kilométer után.
Borota területén folytatódik, a falu keleti szélét 8,8 kilométer után éri el, s ott a Táncsics Mihály utca nevet veszi fel. 9,4 kilométer után éri el a központ északi részét, ott egy közel derékszögű irányváltással dél-délkeleti irányba fordul, az ellenkező irányban pedig kiágazik belőle az 54 116-os számú mellékút, mely Borota északi tanyavilágát tárja fel és Hajós város határszéle mellett ér véget. A keresztezéstől az 5414-es már a Szent István utca nevet viseli, így húzódik a belterület déli széléig, amit csaknem pontosan a 11. kilométerénél ér el. Kevesebb, mint egy kilométeren belül véget is ér, beletorkollva az 5412-es útba, annak majdnem pontosan a 28+500-as kilométerszelvényénél.
Teljes hossza, az országos közutak térképes nyilvántartását szolgáló kira.gov.hu adatbázisa szerint 11,731 kilométer.

## Települések az út mentén
- Jánoshalma
- Borota